# 명실록
명실록(明實錄)은 명나라에서 편찬한 실록으로, 명사 연구의 중요한 자료이다. 총 2909권에 달하며, 한문으로 쓰여져 있다. 후일 청에서 작성한 《명사》의 중요 참고자료가 되었다.
《명실록》은 대량의 원사료를 포함하고 있어 중요한 사료적 가치가 있고, 학술적으로도 문헌적으로도 가치가 높다.

## 개요
한국의 고려나 조선의 경우와 마찬가지로 명 왕조도 새 황제가 즉위할 때마다 감수(監修), 정(正) · 부(副) 총재(總裁), 찬수(撰修) 등을 임명하여 선대 황제의 실록을 편찬하였으며, 현존하는 《명실록》은 그러한 편찬 작업의 산물이다.
명 왕조의 실록 편찬 제도에 따르면 실록은 정본(正本)과 부본(副本)을 작성하여 따로 보관하는 것이 원칙이었다. 《실록》이 정식으로 편수가 이루어진 뒤에는 첫머리에 어제서(御制序) 즉 황제 자신이 쓴 서문이 붙고, 신하들이 진실록표(進實錄表)라는 실록 완성을 알리는 표문을 찬수에 참여한 신하들의 이름과 찬수 범례(凡例) 등과 함께 황제에게 올리고, 초고는 소각하였으며(조선의 경우는 세초) 정본을 내부(內府)에 보관하였다. 이후 가정(嘉靖) 13년(1534년)부터는 내부가 아닌 황사성(皇史宬)에 보관하였고, 부본은 처음에 고금통집고(古今通集庫)에 보관하다 나중에 문연각(文淵閣)으로 옮겨 보관하여 후대 각신(閣臣), 사관(史官)들이 실록을 편찬할 때 전범으로서 참고가 되게 하였다.
이러한 정본・부본 외에 열람용으로 대본(大本)을 따로 만들어 건청궁(乾淸宮)에 보관하였으며, 어람용으로 소본(小本)도 제작하였는데 실록이 편찬된 뒤에는 지정된 사고에 보관되어 외부로의 반출 및 열람이 제한되었고 심지어 국왕조차도 실록을 열람할 수 없게 되어 있었던 조선 왕조와는 다른 점이다. 또한 중수가 이루어지더라도 개수실록이라는 이름을 붙여 기존의 실록과 함께 보관하지 기존 실록을 아예 폐기하거나 소각하지 않았던 『조선왕조실록』과는 달리 『명실록』은 중수가 이루어지고 나면 기존의 실록은 폐기되었다.
이렇게 편수, 제작된 『명실록』의 정본・부본・대본・소본은 명조가 멸망하면서 (일부 훼손은 있었지만) 청(淸) 왕조에 인수되어 《명사》 편찬을 위해 설치한 명사관(明史館)에 보관되었다. 청조의 명사관은 《명사》를 편찬하면서 『명실록』의 네 가지 초본을 종합해서 새로운 초본을 만들었는데, 이 명사관 초본은 건륭(乾隆) 48년(1783년) 기존의 네 가지 초본을 전량 폐기한 이후 가장 양질의 선본(善本)으로 자리잡게 되었다. 청 왕조가 멸망 이후 명사관 초본 『명실록』은 베이핑도서관(北平圖書館), 즉 오늘날의 중국국가도서관(中國國家圖書館)에서 보관하게 되었다. 명사관 초본 『명실록』은 보통 홍격본(紅格本)이라고 불린다.
이처럼 국가가 작성하여 보관하던 초본 외에 만력(萬曆) 연간에 대학사(大學士) 신시행(申時行)이 여러 학사들에게 『명실록』에 대한 교수(校讎)를 명한 것을 시작으로 이후 실록의 각종 초본이 만들어져 세상에 나돌기 시작하였다. 이 초록 유포 과정에서 권질(卷帙), 내용, 자구 등이 누락되거나 첨삭되기도 하고, 주요 사건이 생략되거나 순서가 뒤바뀌고 연대가 착오가 생기는 일도 적잖이 발생하였다. 이로 인해 홍격본 외에도 대략 십여 종의 『명실록』 초본이 현존하게 되었다. 때문에 《조선왕조실록》과는 달리 《명실록》은 민간에서 제작, 유포한 초본까지도 남게 된 것이다.
20세기에 들어 『명실록』의 초본은 두 종이 영인되었는데, 1941년에 난징(南京)의 국학도서관(國學圖書館) 소장 초본을 영인한 것과 1962년 타이완(臺灣)의 중앙연구원(中央硏究院)에서 출판한 영인한 것으로, 민국 시대부터 베이핑 도서관 소장 홍격본 『명실록』을 저본으로 삼아 각종 초본과의 대조와 교감 작업을 수행한 결과물이라고 할 수 있다. 연구자들이 주로 쓰고 있는 통행본은 1962년 영인본이다.

## 목록
명실록의 구성은 다음과 같은데, 혜제(惠帝)와 대종(代宗) 그리고 사종(思宗)은 포함되어 있지 않다. 그 원인은 다음과 같다.
1. 명 태종 즉 영락제가 정난의 변을 일으키고 건문제를 인정하지 않고 건문 연호를 홍무 32년부터 35년으로 포함시켜 버렸다.
2. 명 영종 즉 정통제 남궁복벽(南宮復辟) 즉 탈문의 변을 일으켜 경태제를 폐위하고 자신이 천순제로서 복위한 뒤 경태제를 인정하지 않고 탈락시켜 버렸다.
3. 명 사종 즉 숭정제가 이자성이 북경을 쳐서 함락시킨 이른바 갑신지변(甲申之變)으로 자결한 뒤 청 왕조에서는 『숭정장편(崇禎長編)』[3]과 『숭정실록(崇禎實錄)』 등으로 기술하였다.[4] 즉 숭정제의 실록은 명 왕조가 멸망한 뒤 청 왕조에 의해 편찬된 것이다.

| 순서 | 이름                           | 권  | 편찬 연도                                      | 원 이름                                                                                                | 기타 |
| ---- | ------------------------------ | --- | ---------------------------------------------- | --- | --- |
| 1    | 태조고황제실록(太祖高皇帝實錄) | 257 | 편찬: 1399년(건문 원년) 개수:1411년 (영락 9년) | 대명태조성신문무흠명계운준덕성공통천대효고황제실록(大明太祖聖神文武欽明啓運俊德成功統天大孝高皇帝實錄) | 건문 원년(1399년) 예부시랑(禮部侍郞) 동륜(董倫) 등이 편수를 맡았다. 쿠데타를 일으켜 즉위한 연왕 주체가 다시금 이경륭(李景隆), 해진(解縉) 등에게 중수를 명했다. 영락(永樂) 9년(1411년) 다시금 요광효(姚廣孝), 하원길(夏原吉), 호광(胡廣) 등에게 거듭 재편수를 명했고, 16년에 완성되었다. 『명태조실록』은 지정(至正) 11년(1351년)부터 홍무(洪武) 31년(1398년)에 이르는 동안의 일들이 기록되어 있으며, 영락제에 의해 두 차례에 걸쳐 개수가 이루어져서 본서에 수록된 48년의 역사는 단 257권에 그치고 그 내용도 다소 간략하다는 평가가 있다. |
| 2    | 태종문황제실록(太宗文皇帝實錄) | 130 | 1430년 (선덕 5년)                              | 대명태종체천홍도고명광운성무신공순인지효문황제실록(大明太宗體天弘道高明廣運聖武神功純仁至孝文皇帝實錄) | 건문제 재위 기간의 기록을 포함한다. 양사기(楊士奇) 등에 의해 편수되었으며, 앞부분 9권은 봉천정난사적(奉天靖難事蹟)이라고 하고, 그 뒤에는 홍무 35년(1402년)에서 영락 22년(1424년) 8월까지의 일을 기록하였다. 선덕(宣德) 5년(1430년)에 편수가 완료되었다. 영락제의 묘호는 1538년에 성조(成祖)로 바뀌었으나 《(명)태종실록》이라는 명칭은 변경되지 않았다. |
| 3    | 인종소황제실록(仁宗昭皇帝實錄) | 10  | 1430년 (선덕 5년)                              | 대명인종경천체도순성지덕홍문흠무장성달효소황제실록(大明仁宗敬天體道純誠至德弘文欽武章聖達孝昭皇帝實錄) | 건의(蹇義) 등이 찬수를 맡아서 영락 22년 8월부터 시작해 홍희 원년(1425년) 정월에 이르러 완성되었고, 『태종문황제실록(太宗文皇帝實錄)』과 함께 바쳐졌다. |
| 4    | 선종장황제실록(宣宗章皇帝實錄) | 115 | 1438년 (정통 3년)                              | | 양사기(楊士奇) 등이 찬수하여 홍희 원년 6월부터 시작해 선덕 10년 정월에 마쳤으며, 정통(正統) 3년(1438년) 4월에 편수가 완성되었다. |
| 5    | 영종예황제실록(英宗睿皇帝實錄) | 361 | 1467년 (성화 3년)                              | | 진문(陳文) 등이 편수를 맡았다. 영종(정통제)이 토목의 변으로 포로가 된 뒤에 우겸(于謙) 등에 의해 추대된 경태제의 치세도 포괄하고 있으며, 영종이 천순제로 복위한 이후의 일까지 모두 다루었다. 선덕 10년 정월에 시작해 천순 8년(1464년) 정월에 편수를 마쳤다. 권183에서 권273까지 모두 91권은 경태제의 실록으로 이름은 『폐제성려왕부록(廢帝郕戾王附錄)』이다. 성화(成化) 3년(1467년) 8월에 편수가 완료되었다. |
| 6    | 헌종순황제실록(憲宗純皇帝實錄) | 293 | 1491년 (홍치 4년)                              | | 각신(閣臣) 유길(劉吉) 등이 찬수를 맡았다. 천순 8년 정월부터 성화 23년 8월까지의 일을 기록하였으며, 홍치(弘治) 4년(1491년) 8월에 편수가 완료되었다. |
| 7    | 효종경황제실록(孝宗敬皇帝實錄) | 224 | 1509년 (정덕 4년)                              | | 대학사(大學士) 유건(劉健), 사천(謝遷) 등이 먼저 편수하였고 후에 이부시랑(吏部侍郞) 초방(焦芳) 등이 이어서 편수를 맡았다. 성화 23년 8월부터 홍치 18년 5월까지의 일을 기록하였으며, 정덕(正德) 4년(1509년)에 편수를 완료하였다. 초방이 유근(劉瑾)과는 서로 원한이 있었기 때문에 실록 안에서 포폄을 논함에 있어 그러한 원한 관계가 많이 반영되어 있다. |
| 8    | 무종의황제실록(武宗毅皇帝實錄) | 197 | 1525년 (가정 4년)                              | | 대학사 비굉(費宏) 등이 편수를 맡아서 홍치 8년 5월부터 정덕 16년 3월까지의 일을 기록하였다. 가정(嘉靖) 4년(1525년) 6월에 편수가 완성되었다. |
| 9    | 세종숙황제실록(世宗肅皇帝實錄) | 566 | 1577년 (만력 5년)                              | 대명세종흠천리도영의성신선문광무홍인대효숙황제실록(大明世宗欽天履道英毅聖神宣文廣武洪仁大孝肅皇帝實錄) | 서계(徐階), 장거정(張居正) 등이 편수를 맡아서 정덕 16년 4월부터 가정 45년 12월까지의 일을 기록하였다. 만력 5년(1577년) 8월에 편수가 완료되었다. |
| 10   | 목종장황제실록(穆宗莊皇帝實錄) | 70  | 1574년 (만력 2년)                              | 대명목종계천륭도연의관인현문광무순덕홍효황제실록(大明穆宗契天隆道淵懿寬仁顯文光武純德弘孝皇帝實錄)     | 장거정 등이 편수를 맡아서 가정 45년 12월부터 융경(隆慶) 6년(1572년) 5월까지의 일을 기록하였다. 만력 2년 7월에 편수가 완료되었다. |
| 11   | 신종현황제실록(神宗顯皇帝實錄) | 594 | 1630년 (숭정 3년)                              | 대명신종범천합도철숙돈간광문장무안인지효현황제실록(大明神宗範天合道哲肅敦簡光文章武安仁止孝顯皇帝實錄) | 대학사(大學士) 고병겸(顧秉謙) 등이 편수를 맡았다. 융경 6년 5월부터 만력 48년 7월까지의 일을 기록하였다. 숭정(崇禎) 3년(1630년) 11년에 편수가 완료되었다. |
| 12   | 광종정황제실록(光宗貞皇帝實錄) | 8   | 1623년 (천계 2년)                              | | 대학사 섭향고(葉向高) 등이 편수를 맡았다. 태창(泰昌) 원년(즉 만력 48년) 8월부터 12월까지의 일을 기록하였다. 천계(天啓) 3년(1623년) 편수가 완료되었다. |
| 13   | 희종철황제실록(熹宗悊皇帝實錄) | 84  | 16??년 (숭정 ?년)                              | 대명희종달천천도돈효독우장문양무정목장근철황제실록(大明熹宗達天闡道敦孝篤友章文襄武靖穆莊勤悊皇帝實錄) | 온체인(溫體仁) 등이 편수하였다. 천계 원년 정월부터 7년 12일까지의 일을 기록하였다. 숭정 원년에 처음 편수하기 시작하였고 숭정 말년에 책이 완성되었으며, 편수가 완료된 뒤에 황사성에 바쳐졌다고 전한다. 청 순치(順治) 초에 청 왕조에 항복한 옛 명 왕조의 대학사 풍전(馮銓)이 또 다시 내각에 들게 되었을 때 천계 4년의 기사에 예전 풍전 자신이 간신 위충현(魏忠賢)에 빌붙어 저질렀던 혼미한 일이 몹시 많이 기록되어 있는 것을 보고 자신과 관련된 부분을 빼 버렸기 때문에, 희종실록은 모두 천계 4년과 7년 6월의 일이 부실하다.               |

또한 가정 연간에 명 세종이 자신의 생부를 위해 『대명공목헌황제실록(大明恭穆獻皇帝實錄)』 50권(《명사》는 《예종실록》이라 되어 있다)을 편찬하였는데, 현재 그 초본 제11-50권이 톈진도서관(天津圖書館)에 소장되어 있고, 『명실록』에도 포함되지 않는다.

## 명실록의 출판
1941년 양홍지(梁鴻志)가 장쑤성립국학도서관(江蘇省立國學圖書館)에 전해지던 초본을 처음으로 영인 출판하였는데, 건문제 때의 일을 부록으로 실은 《명태종실록》이나 후세 사람들이 보충해 넣은 《숭정실록》(崇禎實錄) 17권을 포함하여 모두 500책을 헤아린다. 중국 역사상 최초의 영인본이고 이제까지의 초본들을 처음으로 수합 정리하였다고는 하지만 착오가 너무 많았다.
1930년부터 1961년에 이르기까지 타이완의 중앙연구원(中央研究院) 역사어언연구소(歷史語言研究所)에서 옛 국립베이핑도서관(國立北平圖書館)에서 소장하고 있던 홍격초본(紅格鈔本) 《명실록》에 대한 대규모 정리 및 교감을 행하였다. 이 정리 및 교감 작업은 홍격초본이라 불리는 청대의 《명실록》 초본을 저본으로 광방언관본(廣方言館本), 포경루본(抱經樓本), 베이핑 대학본(北京大學本), 예왕부본(禮王府本), 가업당본(嘉業堂本), 천일각본(天一閣本), 명내각정사본(明內閣精寫本), 양홍지 영인본, 내각문고(內閣大庫) 소장 청 초기 명사관 초본 등 수십 종의 사본들을 대교본(對校本)으로 삼아 《명실록》의 착오에 대한 교감이 이루어졌다.
상당히 오랜 기간에 걸친 대규모 교감 작업에는 전후로 부사년(傅斯年), 왕숭무(王崇武), 황창건(黃彰健) 등의 중국사 전문가들이 참여하였고, 여러 세대의 피와 땀이 응결된 결정체라고 해도 과언이 아니었다. 이 작업의 결과로 교정을 거친 공신력 있는 저본이라 할 대본(臺本)이 완성, 영인본으로 출간되었다. 아울러 완성과 동시에 상당한 분량의 《명실록교감기》(明實錄校勘記)도 함께 출간되었다. 전체 분량은 정문(正文) 133책에 교감기(校勘記) 29책, 부록(附錄) 21책으로 현재 가장 널리 통용되는 가장 우수한 저본이 되었다. 이 버전은 중국과 대만 양국에서 모두 출판되었다.

## 홍격초본 명실록
명 왕조에서는 한 대의 실록 편수를 마치면 가장 좋은 사본을 가려 보관하였으며 특히 명 신종 이후에는 실록과 보훈(寶訓)을 마친 뒤에 바로 4부를 등사해서 실록과 보훈용 정본을 황사성에, 부본을 내각에, 대본을 건청궁에 보관하였으며, 소형본을 어람용으로 제작 보관하였다. 이와 같이 네 종의 본이 동시에 존재하였는데 내용은 완전히 동일하며 어떠한 착오도 있어서는 안 되었다. 이자성이 북경에 들어온 뒤 이들 4종의 명실록 사본들은 여러 차례 손상을 입었지만 청 건륭제까지 그 대부분이 온존해 있었다.
청 초기에는 《명사》를 편수하기 위해 네 종의 명실록 사본들을 명사관으로 옮겨 소장하였으며, 검열을 용이하게 하기 위해 명사관에서는 이들 네 종을 하나로 종합하여 초록을 만들고 역사 편수에 사용할 수 있도록 하였다. 건륭 연간에 《명사》가 완성되고, 기휘 문제로 《명실록》은 금서가 되었으며 민간에 유통되던 필사본은 대부분 수거되어 소각되었으며, 명사관에서 소장하고 있던 네 종의 《명실록》 사본들은 그 서책의 방대함으로 다른  기록 보관을 위해서도 옮겨져야만 했다. 동시에 명 왕조의 정사(공식 역사)인 《명사》의 편찬도 이미 마쳤고 남아 있는 실록도 어차피 잔결된 것이 많다는 이유로, 대학사 삼보(三寶)의 요청에 따라 건륭 48년(1783년) 3월에 《명실록》과 황제보훈 모두 4,757권이 사관에서 반출되어 모두 소각되고 말았다. 그 후 명사관에서 제작된 초본만이 가장 유일하며 동시에 가장 뛰어난 사본으로서 남게 되었다.
이마저도 세월이 흐를수록 점점 더 훼손되었고, 민국 시대에는 베이핑 도서관에 소장되어 홍격초본(紅格抄本)이라 불렸는데, 여기저기를 떠돌다 현재는 타이완의 국립고궁박물원 도서문헌관에 소장되어 있다.

## 같이 보기
- 명사 (역사서)